# Communauté de communes Saône et Bresse
Ne doit pas être confondu avec Communauté de communes Bresse et Saône.
La communauté de communes Saône et Bresse est une ancienne communauté de communes française, située dans le département de Saône-et-Loire en région Bourgogne, qui a existé de 2003 à 2013.

## Composition
Elle était composée des communes suivantes :
1. Allériot
2. Bey
3. Damerey
4. Guerfand
5. Montcoy
6. Saint-Didier-en-Bresse
7. Saint-Martin-en-Bresse
8. Saint-Maurice-en-Rivière
9. Villegaudin

## Historique
Créée par arrêté préfectoral du 19 novembre 2002, elle entre en vigueur le 1er janvier 2003.
Le 1er janvier 2014, elle fusionne avec la communauté de communes des Trois Rivières du Verdunois pour former la Communauté de communes Saône Doubs Bresse.

## Sources
- Le SPLAF (Site sur la Population et les Limites Administratives de la France)
- La base ASPIC